# Чернишки
Черни́шки —  село в Україні, у Лебединській міській громаді Сумського району Сумської області. Населення становить 10 осіб. До 2020 орган місцевого самоврядування — Кам'янська сільська рада.

## Географія
Село Чернишки знаходиться за 2,5 км від правого берега річки Псел. На відстані 1 км розташовані села Кам'яне і Курди (зняте з обліку в 1988 році). По селу протікає пересихаючий струмок з загатою.

## Історія
12 червня 2020 року, відповідно до Розпорядження Кабінету Міністрів України № 723-р «Про визначення адміністративних центрів та затвердження територій територіальних громад Сумської області» увійшло до складу Лебединської міської громади.
19 липня 2020 року, після ліквідації Лебединського району, село увійшло до Сумського району.